# Vestersted-massakren
Vestersted/Västerstad-massakren, tog sted den 8. oktober 1678 i Skånske krig hvor en styrke af danske/skånelandske friskytter under kommando af Simon Andersen holdt fest for at fejre helgenskyldsøl, sammen med landsbyboerne , og blev omringet i Vestersted præstegård og massakreret af svenskerne.   Der er rejst en mindesten 1996 ved Vestersted præstegård for at hædre ofrenes minde.